# Anders Haugen
Anders Haugen   (Bø, 24 d'octubre de 1888 - Yucaipa, 14 d'abril de 1984) va ser un saltador amb esquís noruec de naixement, però estatunidenc d'adopció que va competir a començaments del segle xx. Va prendre part en dues edicions dels Jocs Olímpics, el 1924 i 1928 i va guanyar quatre campionats nacionals de salt d'esquí.
Nascut a Bø, Telemark, Noruega, va emigrar als Estats Units el 1909 juntament amb el seu germà Lars. Prop del llac Nagawicka, a l'oest de Milwaukee, Wisconsin, van construir un trampolí per practicar els salts. El 1911 va establir un nou rècord del món amb un salt de 46 metres a Curry Hill, Ironwood, Michigan, mentre guanyava el Campionat Nacional. Entre 1910 i 1920 els germans Haugen van guanyar els Campionats Nacionals dels Estats Units onze vegades. En 1919 i 1920 Anders Haugen va fer els salts més llargs a nivell mundial, amb 64,92 metres i 65,23 m), respectivament.
El 1924 va prendre part en els Jocs Olímpics de Chamonix, on guanyà la medalla de bronze en la prova de salt amb esquís. En aquests mateixos Jocs disputà, sense sort, la combinada nòrdica i la cursa dels 18 quilòmetres d'esquí de fons. Amb tot, no va rebre la medalla en el seu moment per culpa d'un error a l'hora de sumar les puntuacions. No va ser fins al 1974 quan l'historiador esportiu noruec Jacob Vaage s'adonà d'aquest error. En el seu moment la medalla fou atorgada al noruec Thorleif Haug, que ja havia guanyat tres medalles d'or en aquests Jocs Olímpics. El 12 de setembre de 1974, amb 86 anys, Anders Haugen va rebre la medalla de bronze de mans d'Anna Maria Magnussen, la filla petita de Thorleif Haug.
El 1928, als Jocs de Sankt Moritz, tornà a disputar les mateixes proves, però sense aconseguir cap posició de mèrit.
El 1929, junt al seu germà Lars, es traslladaren a la zona del llac Tahoe, Califòrnia, on van potenciar el Lake Tahoe Ski Club. Fins als anys 70 va dirigir el programa d'esquí juvenil al club d'esquí. El 1963 va ingressar al U.S. Ski Hall of Fame.